# نمانیا استوییچ
نمانیا استوییچ (سیریلیک صربی: Немања Стојић؛ زادهٔ ۱۵ ژانویهٔ ۱۹۹۸) بازیکن فوتبال است.
وی همچنین در تیم ملی فوتبال صربستان بازی کرده‌است.